# Елін Крістіансен
Елін Крістіансен (норв. Elin Kristiansen нар. 9 липня 1968) — норвезька біатлоністка, чемпіонка та багаторазова призерка чемпіонатів світу з біатлону. У сезоні 1987/1988 посіла друге місце в загальному заліку біатлоністів поступившись лише своїй співвітчизниці Анне Ельвебакк.

## Виступи на Олімпійських іграх
| Рік  | Місце проведення | Інд | Спр | Пр | МС | Ест |
| 1992 | Альбервіль       | 9   | 15  |    |    | 7   |
| 1994 | Ліллегамер       | 31  | 10  |    |    | 4   |

## Виступи на чемпіонатах світу
| Рік  | Місце проведення | Інд | Спр | Пр | МС | Ест | КГ |
| 1987 | Лахті            |     | 15  |    |    |     |    |
| 1988 | Шамоні           | 2   | 11  |    |    | 2   |    |
| 1989 | Файстриць        | 23  | 13  |    |    | 5   | 2  |
| 1990 | Мінськ           | 5   | 3   |    |    | 2   |    |
| 1991 | Лахті            | 7   | 11  |    |    | 2   |    |
| 1995 | Антерсельва      | 35  | 47  |    |    |     | 1  |

## Загальний залік в Кубку світу
- 1986-1987 — 31-е місце
- 1987-1988 — -е місце
- 1988-1989 — 7-е місце
- 1989-1990 — 16-е місце
- 1990-1991 — 7-е місце
- 1991-1992 — 9-е місце
- 1992-1993 — 32-е місце
- 1993-1994 — 13-е місце
- 1994-1995 — 11-е місце